# Dancing Undercover
Dancing Undercover es él es tercer álbum de larga duración de la banda estadounidense de glam metal Ratt. Fue producido por Beau Hill. El álbum contenía el sencillo y video "Dance", así como "Body Talk", que se utilizó en la banda sonora de la película en la que actúa Eddie Murphy The Golden Child, además de la canción "Slip of the Lip", que llegó al # 26 en Billboard y el # 14 en Rolling Stone. El álbum fue certificado de platino.
Para este entonces la banda abría conciertos y shows de Kiss en compañía de Poison, Cinderella y Vinnie Vincent Invasion.

## Lista de canciones

### Lado A
| N.º | Título            | Escritor(es)                                               | Duración |  |
| 1.  | «Dance»           | Robbin Crosby, Stephen Pearcy, Warren DeMartini, Beau Hill | 4:17     |  |
| 2.  | «One Good Lover»  | Crosby, Pearcy                                             | 3:06     |  |
| 3.  | «Drive Me Crazy»  | Crosby, DeMartini, Pearcy, Bobby Blotzer                   | 3:42     |  |
| 4.  | «Slip of the Lip» | Pearcy, DeMartini, Juan Croucier                           | 3:15     |  |
| 5.  | «Body Talk»       | Pearcy, DeMartini, Croucier                                | 3:44     |  |

### Lado B
| N.º | Título              | Escritor(es)                        | Duración |  |
| 1.  | «Looking for Love»  | Crosby, Pearcy, Croucier            | 3:09     |  |
| 2.  | «7th Avenue»        | Pearcy, DeMartini, Croucier         | 3:11     |  |
| 3.  | «It Doesn't Matter» | Pearcy, Croucier                    | 3:08     |  |
| 4.  | «Take a Chance»     | Pearcy, DeMartini, Croucier         | 4:00     |  |
| 5.  | «Enough Is Enough»  | Pearcy, Crosby, DeMartini, Croucier | 3:23     |  |

## Créditos
- Stephen Pearcy - Voz líder
- Warren DeMartini - Guitarra principal y voces
- Robbin Crosby - Guitarra rítmica y voces
- Juan Croucier - Bajo y voces
- Bobby Blotzer - Batería, percusión y voces

## Certificaciones
| País    | Certificación | Fecha                 | Ventas Certificadas |
| ------- | ------------- | --------------------- | ------------------- |
| EE. UU. | Platino       | 26 de febrero de 1987 | 1,000,000           |